# Parnaoz Chikviladze
Parnaoz Chikviladze (né le 14 avril 1941 et mort le 14 juin 1966) est un judoka soviétique d'origine géorgienne. Il participe aux Jeux olympiques d'été de 1964 sous les couleurs de l'URSS. Il combat dans la catégorie des poids lourds et remporte la médaille de bronze.

## Palmarès

### Jeux olympiques
- Jeux olympiques de 1964 à Tokyo,  Japon
  -  Médaille de bronze